# The Gaslight Anthem
The Gaslight Anthem is een rockband uit New Brunswick in het oosten van de Verenigde Staten. De band werd opgericht in 2005 en heeft tussen 2007 en 2014 vijf studioalbums uitgebracht. Daarnaast heeft de band twee livealbums, twee verzamelalbums en een reeks singles en ep's op zijn naam staan. Frontman Brian Fallon's inspiratie is Bruce Springsteen, met wie zij ook samen hebben opgetreden. De band heeft meerdere tournees gespeeld in Europa en de Verenigde Staten.

## Geschiedenis

### Voorgeschiedenis enSink or Swim(2006-2008)
Brian Fallon was lid van een aantal bands voor The Gaslight Anthem tot stand kwam, waar This Charming Man de recentste van was. Deze band ging door verschillende veranderingen in de formatie. Toen de band bestand uit zanger en gitarist Fallon, gitarist Mike Volpe, drummer Benny Horowitz en basgitarist Alex Levine, veranderde de band de naam naar The Gaslight Anthem. Volpe verliet hierna de band en werd vervangen door Alex Rosamilia. Hiermee was de formatie van de band voor de komende jaren gevestigd. Het eerste concert van The Gaslight Anthem werd begin 2006 gespeeld in Somerville in New Jersey.
Het debuutalbum van The Gaslight Anthem, getiteld Sink or Swim, werd uitgegeven via het platenlabel XOXO Records op 29 mei 2007. Het album werd over het algemeen goed ontvangen. Het nummer "I'da Called You Woody, Joe" van het album is te horen in de videogames Skate It (2008) en Skate 2 (2009). De ep Señor and the Queen werd uitgegeven op 5 februari 2008 via Sabot Productions.

### The '59 Sounden succes (2008-2010)
Het tweede studioalbum van de band, The '59 Sound, werd uitgegeven op 19 augustus 2008 via SideOneDummy Records. Het album werd geproduceerd door Ted Hutt en kent Chris Wollard (Hot Water Music) en Dicky Barrett (The Mighty Mighty Bosstones) als gastmuzikanten. Het werd evenals Sink or Swim goed ontvangen, ditmaal ook door de mainstreammedia.
In augustus 2008 werd The Gaslight Anthem de eerste band die op de omslag van het Britse muziekblad Kerrang! is verschenen zonder dat het blad ooit eerder over de band had geschreven. De band werd door Kerrang! de "beste nieuwe band die je in 2008 zal horen" genoemd. De band kreeg daarnaast airplay van het Britse BBC 6 Music. In november 2008 ging The Gaslight Anthem op tournee in Europa. Hetzelfde jaar vertolkte de band het nummer "God's Gonna Cut You Down" voor het tributealbum All Aboard: A Tribute to Johnny Cash, ter ere van countrymuzikant Johnny Cash, dat eind oktober 2008 werd uitgegeven.
In augustus 2009 won The Gaslight Anthem een Kerrang! Award in de categorie van "Beste Internationale Nieuwkomer". In 2009 tourde The Gaslight Anthem als supportband voor Social Distortion in Europa, en later als supportband voor Bruce Springsteen. Op 1 juni speelde de band op Pinkpop en op 27 juni op het Glastonbury Festival, waar de band samen met Bruce Springsteen speelde. Tijdens het Calling Festival deelde de band opnieuw het podium met Springsteen. In augustus 2009 speelde de band op Lollapalooza in Chicago.
"Once Upon a Time", de bonustrack van The '59 Sound, was later te horen in de film Devil's Due (2014).

### American SlangenHandwritten(2010-2013)

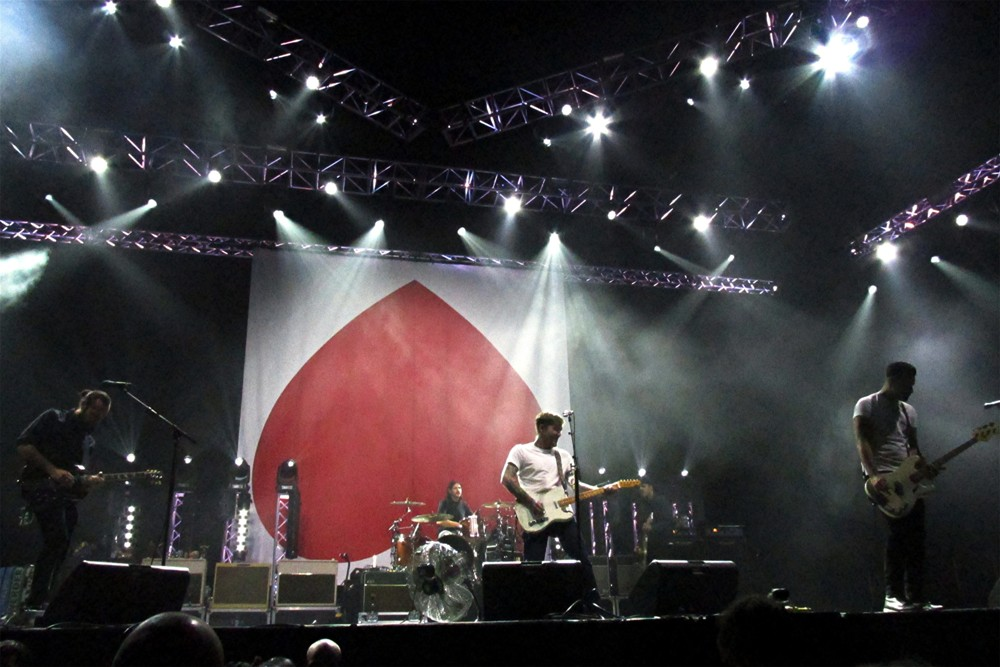
The Gasligth Anthem live in Londen in november 2014.

Het derde studioalbum van de band, getiteld American Slang, werd uitgegeven op 14 juni 2010 via SideOneDummy Records. Volgens frontman Fallon was de inspiratie achter het album anders dan voor het voorgaande werk van de band. Hij noemde als inspiratiebronnen The Rolling Stones, Blues Breakers with Eric Clapton en Derek & the Dominos. The Gaslight Anthem speelde daarna enkele concerten in het Verenigd Koninkrijk en speelde op festivals in Amerika en Europa, waaronder het Nederlandse festival Lowlands. Eind 2010 tourde de band door Europa met als support Chuck Ragan en de punkband Sharks.
Op 6 oktober 2011 kondigde The Gaslight Anthem aan getekend te hebben bij het platenlabel Mercury Records. Op 22 februari 2012 maakte de band bekend dat het nieuwe album Handwritten zou gaan heten. Het album werd uitgegeven op 20 juli dat jaar via Mercury Records.

### Get Hurt(2014-2018)
In juni 2013 gaf de band een boxset uit getiteld Singles Collection: 2008-2011, bestaande uit negen singles van de band. Het eerste videoalbum, getiteld Live in London werd in december 2013 uitgegeven, en in januari 2014 werd The B-Sides uitgegeven, een verzameling van akoestische liedjes, live-muziek en niet eerder uitgegeven materiaal.
Het vijfde studioalbum werd aangekondigd op 5 juli 2013. De opnames begonnen begin maart 2014 en duurden tot halverwege april. De titel van het album, Get Hurt, werd aangekondigd op 16 juni, en het album werd uitgegeven op 12 augustus. De videoclip voor de titeltrack "Get Hurt" werd uitgegeven op 24 juli 2014. 
Na een tournee in Europa te hebben voltooid kondigde The Gaslight Anthem aan voor onbepaalde tijd uit elkaar te gaan. De band kwam in 2018 weer bij elkaar voor enkele reünieconcerten ter ere van het 10-jarige jubileum van The '59 Sound.

### Comeback (2022 - heden)
Op 25 maart 2022 kondigde de band een comeback aan. In diezelfde aankondiging werd een tour bekend gemaakt, alsook dat ze plannen een nieuw en tevens hun zesde album uit te brengen. Op 27 oktober 2023 werd het nieuwe album genaamd History Books uitgegeven. Hierop is onder andere een samenwerking met Bruce Springsteen te horen, die een grote inspiratiebron vormt voor de band.  

## Bezetting
- Brian Fallon - zang, gitaar
- Alex Rosamilia - gitaar
- Alex Levine - basgitaar
- Benny Horowitz - drums

## Discografie
Studioalbums
- Sink or Swim
- The '59 Sound
- American Slang
- Handwritten
- Get Hurt
- History Books